# Aulus Cornelius Celsus

Aulus Cornelius Celsus: De medicina

Aulus Cornelius Celsus (1. század) római orvos, író.
Tiberius korában egy nagy, enciklopédikus munkát készített a földművelésről, orvostudományról és a halászatról. E műből csak a 6–13. könyv, az orvostudománnyal foglalkozó rész maradt fenn. E nyolc könyv (De medicina) Hippokratész és Aszklépiadész nyomán halad, s az egyetlen orvosi munka, amely a római irodalom virágkorából fennmaradt.

## Kapcsolódó irodalom
- Leffler Sámuel: Római irodalomtörténet – A középiskolák felsőbb osztályai számára és a művelt közönség használatára,  Lampel Róbert (Wodianer F. és Fiai) Cs. és Kir. könyvkereskedése, Budapest, 1903, 175. o.